# Georg Friedrich Reichmann

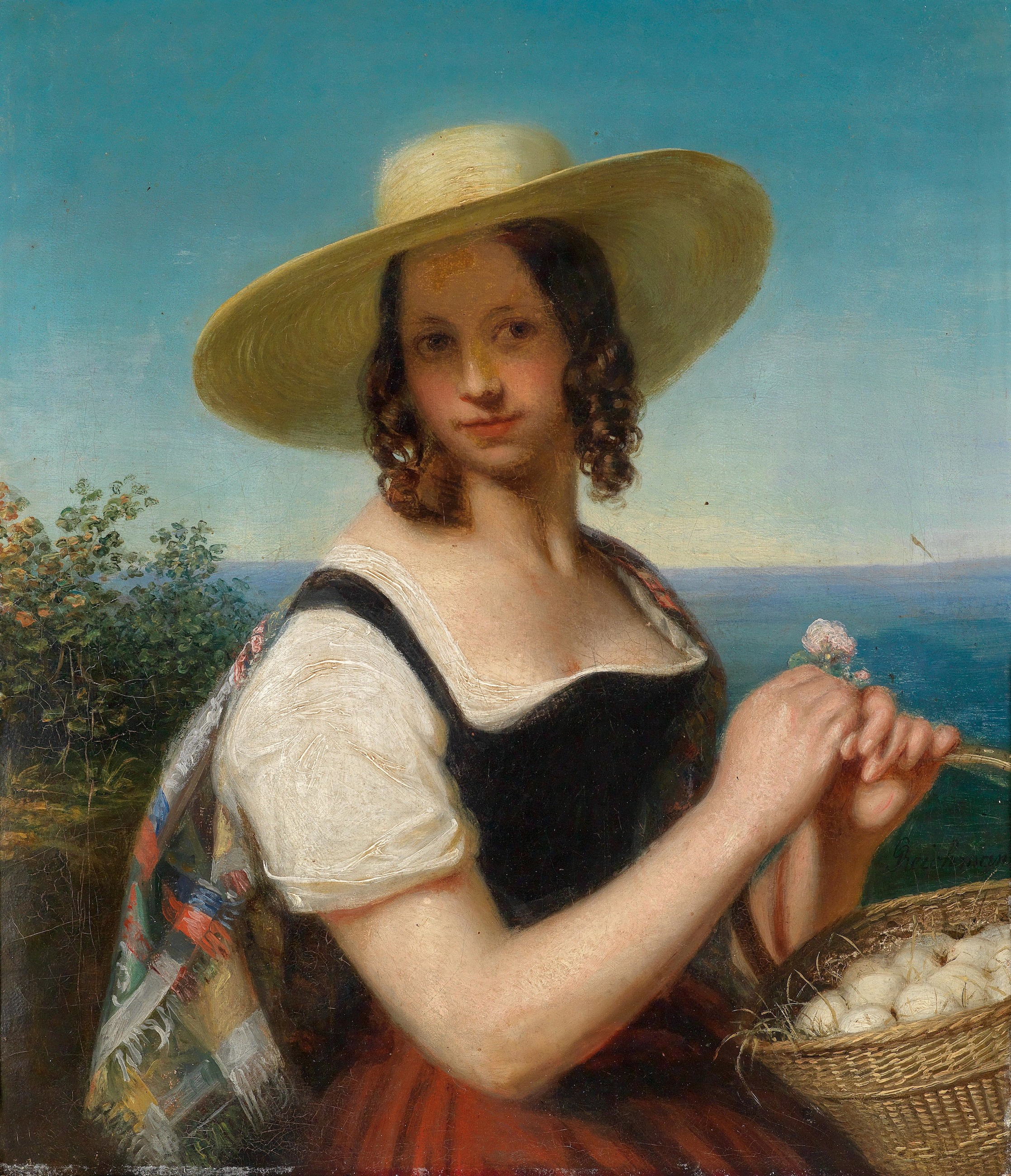
Das Eierlieschen

Georg Friedrich Reichmann (auch: Georg Ferdinand Reichmann; und Georg Reichmann sowie Friedrich Reichmann; geboren 4. Dezember 1793 in Hann. Münden; gestorben 1. April 1853 in Hannover) war ein deutscher Offizier, Maler, Porträtmaler, Radierer und Zeichenlehrer.

## Leben
Reichmann zur Zeit des Kurfürstentums Braunschweig-Lüneburg während der Personalunion zwischen Großbritannien und Hannover in Münden geboren, erhielt seine erste Bildung jedoch in der Stadt Hannover. In der sogenannten „Franzosenzeit“ begann er seinen Militärdienst und stieg im Mündenschen Landwehrbataillon der Hannoverschen Armee zum Leutnant und Quartiermeister auf. Für seine Teilnahme an der Schlacht bei Waterloo 1815 wurde er später mit der Verleihung der Waterloo-Medaille geehrt und erhielt am 1. Mai 1817 gemeinsam mit einem Zwei-Jahres Sold die von ihm nachgesuchte Dienstentlassung.
Anschließend schrieb sich Reichmann zunächst in der Landgrafschaft Hessen-Cassel in die dortige Akademie der Künste ein, um anschließend im Alter von 27 Jahren sein Studium am 1. Juni 1821 an der Königlichen Akademie der Künste in München fortzusetzen.
Reichmann porträtierte um 1835 im zarten Kindesalter Augusta Karoline von Cambridge, Großherzogin von Mecklenburg-Strelitz. Das Bildnis wurde „Eierlieschen“ genannt. Er schuf auch 1835 zwei historisierende Ahnenporträts der Welfen für  Schloss Marienburg (Wilhelm von Lüneburg und Georg Herzog zu Braunschweig-Lüneburg-Calenberg) und war als Hofmaler des Hauses Hannover tätig.
In seinem Todesjahr verzeichnete das Adreßbuch der Königlichen Haupt- und Residenzstadt Hannover ... für 1853 den Porträtmaler und Zeichenlehrer zuletzt mit Wohnsitz im Haus Knochenhauerstraße 6.